# Ivan Babikov
Ivan Sergejevitj Babikov (ryska: Иван Сергеевич Бабиков), född den 4 juli 1980 i Syktyvkar i Sovjetunionen (nu Ryssland), är en kanadensisk längdåkare som tävlat i världscupen sedan 2005. Babikov började tävla för Ryssland, men blev kanadensisk medborgare 2008. 
Han deltog vid Olympiska vinterspelen 2006 där han som bäst slutade på trettonde plats i dubbeljakten. Vid Olympiska vinterspelen 2010 slutade han som åtta på 15 km klassiskt och blev femma i dubbeljakt. 
Han har deltagit i VM 2007 och 2009 och som bäst slutat på sextonde plats i 50 km fritt vilket han blev vid VM 2009.